# مونترو

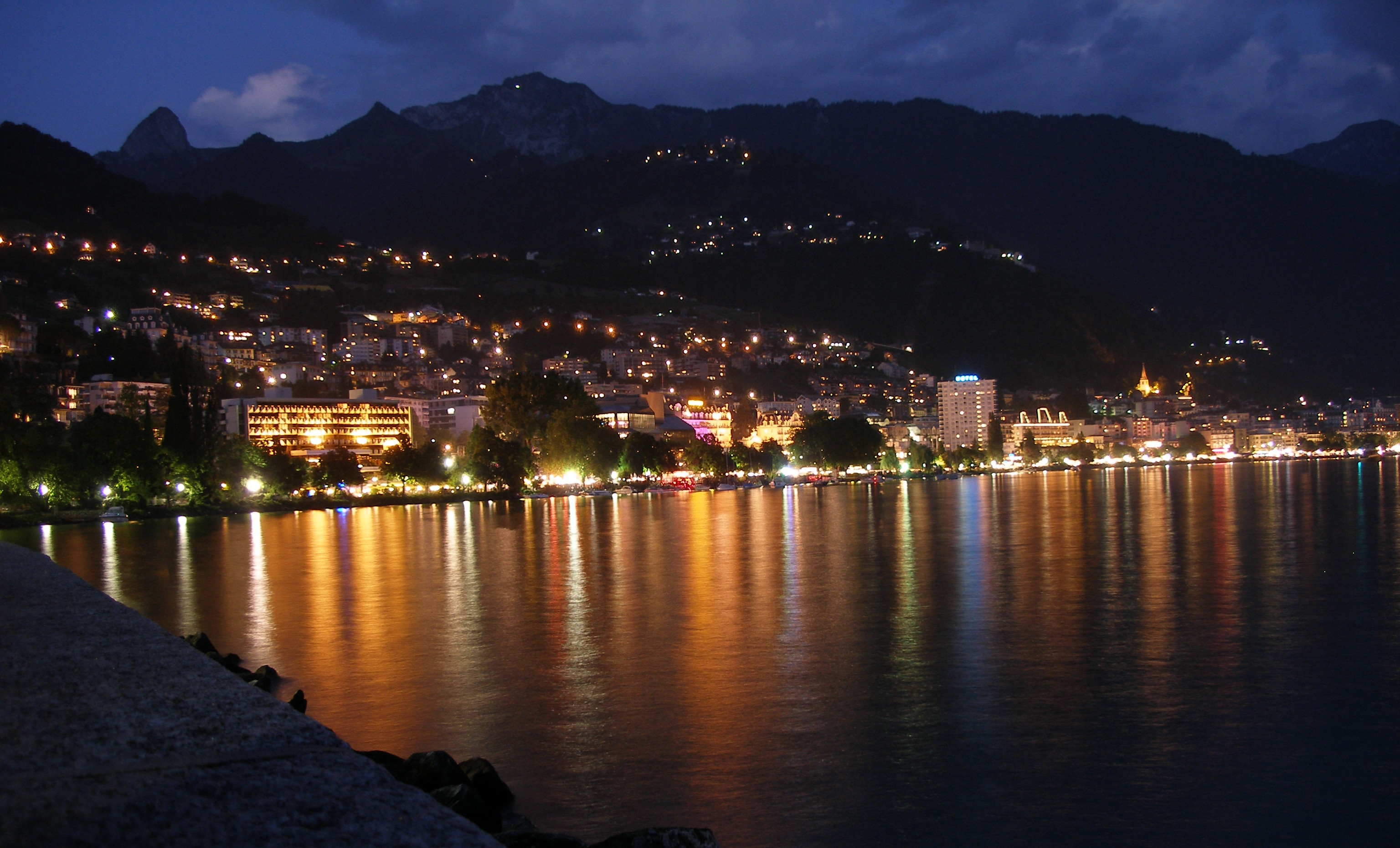
مونترو ليلاً

مونترو (بالفرنسية: Montreux)‏ هي بلدية تقع في مقاطعة فيفي في  كانتون فود بغرب سويسرا. تقع البلدية على الساحل الشمالى الشرقي لبحيرة جنيف، وعدد سكانها 22897 نسمة (عام 2003). تأسست في عام 1962 بواسطة دمج مدن لو شاتلار، ولي بلانش، وفيتو. تستضيف البلدية مهرجاناً سنوياً للجاز. تقع على خط سكة حديد من جنيف وفرنسا إلى إيطاليا.
تشتهر مونترو بوجود مناطق روشر دي ناي المخصصة للعائلات في مناطق التزلج ليه آفانتس وليه بليياد تلبية لعشاق الرياضات الشتوية ولهواة رياضة المشي في فصل الشتاء. فعلى سبيل المثال يتوفّر مسار بطول2.3 كيلومتر للتزحلق بواسطة زلاقة (التوبوغان) في ليه أفانت، حيث تتميز بالمسار السريع لهذه الرياضة. ويقام في ديسمبر/كانون الأول واحداً من أجمل أسواق عيد الميلاد في سويسرا، حيث يقع في شارع غراند، قاعة السوق وعلى طول البحيرة
المدارس... البيئة المثالية للتعليم والبداية الجيدة في الحياة 
الفئة الدولية 
بالإضافة إلى المدارس الشهيرة عالمياً المتخصصة في صناعة الفندقة والسياحة فإن الكثير من التسهيلات التعليمية تم تأسيسها منذ وقت طويل في مونترو ريفيرا في بيئة حيّة تقدم حساً من الأمن، وهي مفضلة على الثقافة والتعليم وتقدم برامج تعليمية متنوعة. وتفتح المدارس أبوابها للدراسات العليا ومناهج رسمية هي الفرنسية والإنكليزية والأمريكية والألمانية ودورات "انتهاء المدارس" والعمل والإدارة والعطلة وشهادات بكالوريوس في إدارة الأعمال " أو ماجستير في إدارة الأعمال.
رياضات كثيرة 
تقدم لكم مونترو ريفيرا طوال السنة الفرص من أجل المشاركة في نطاق واسع من الرياضات الداخلية والخارجية وحتى المتطرفة مثل التزحلق على مزاليج والانزلاق من الأعالي بواسطة الحبال أو الإبحار أو السباحة في برك سباحة أو الشواطئ الطبيعية والتزلج في جبال الألب أو النورديك الشمالية. ونزهات بأحذية الثلج أو التنزه في جبال الشمال نورديك وأيضاً تستضيف المنطقة عدداً من الأحداث الرياضية الرئيسية مثل دوري أبطال كرة الطائرة مونترو وسباق المشي مونترو لي روتشيرس - دو ناي أو اجتماع ريد بول فورتيغو والموعد الكبير من أجل التزحلق بالرمي من مسافة عالية ومتحمسي طيارة دلتا.
أنواع الحدائق في الجوار المباشر لـ مونترو ريفيرا حيث يتوفر هنالك عدد من الحدائق الرئيسية وتقدم نطاقاً واسعاً من الفعاليات المتنوعة من أجل العائلات: حديقة المغامرة (زيل علوي شجري)، حديقة ستيم السويسرية (إطارات مصغرة) مناجم ملح بيكس، مغامرة المتاهات والحديقة المعنية (المزالق والألعاب المائية) وكوكب المرح (النقل بالعربات والبولينغ)

## معرض صور

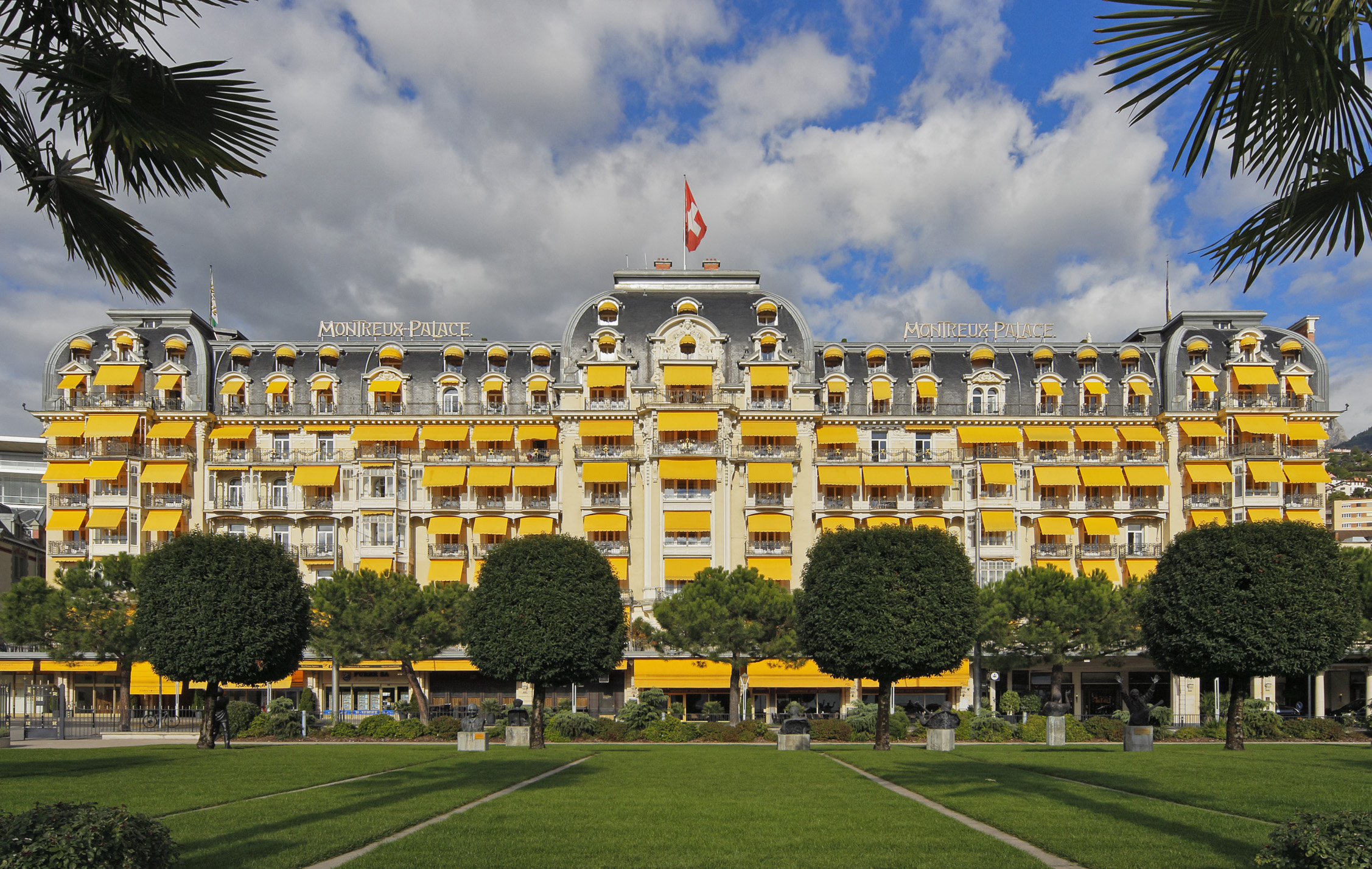
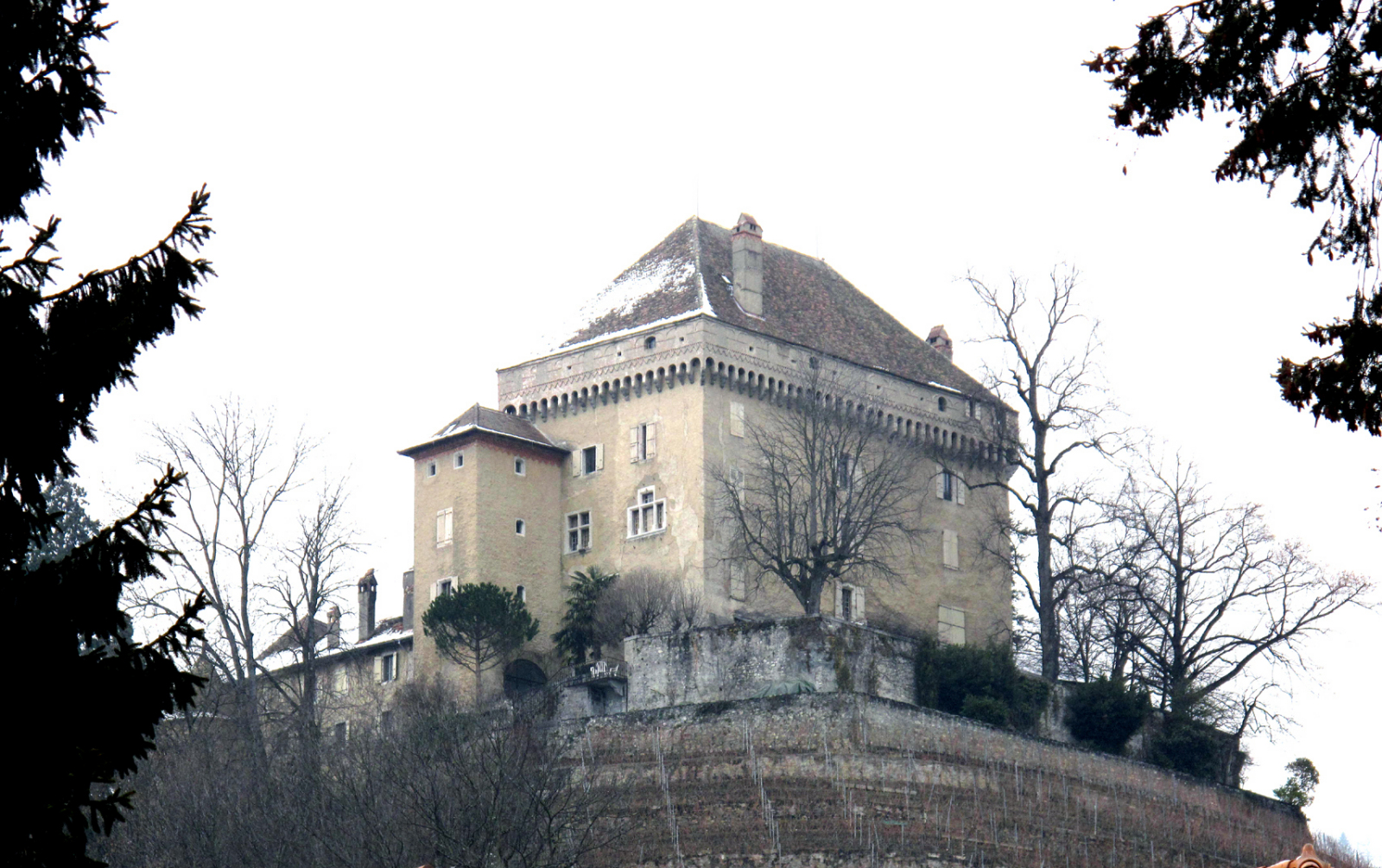
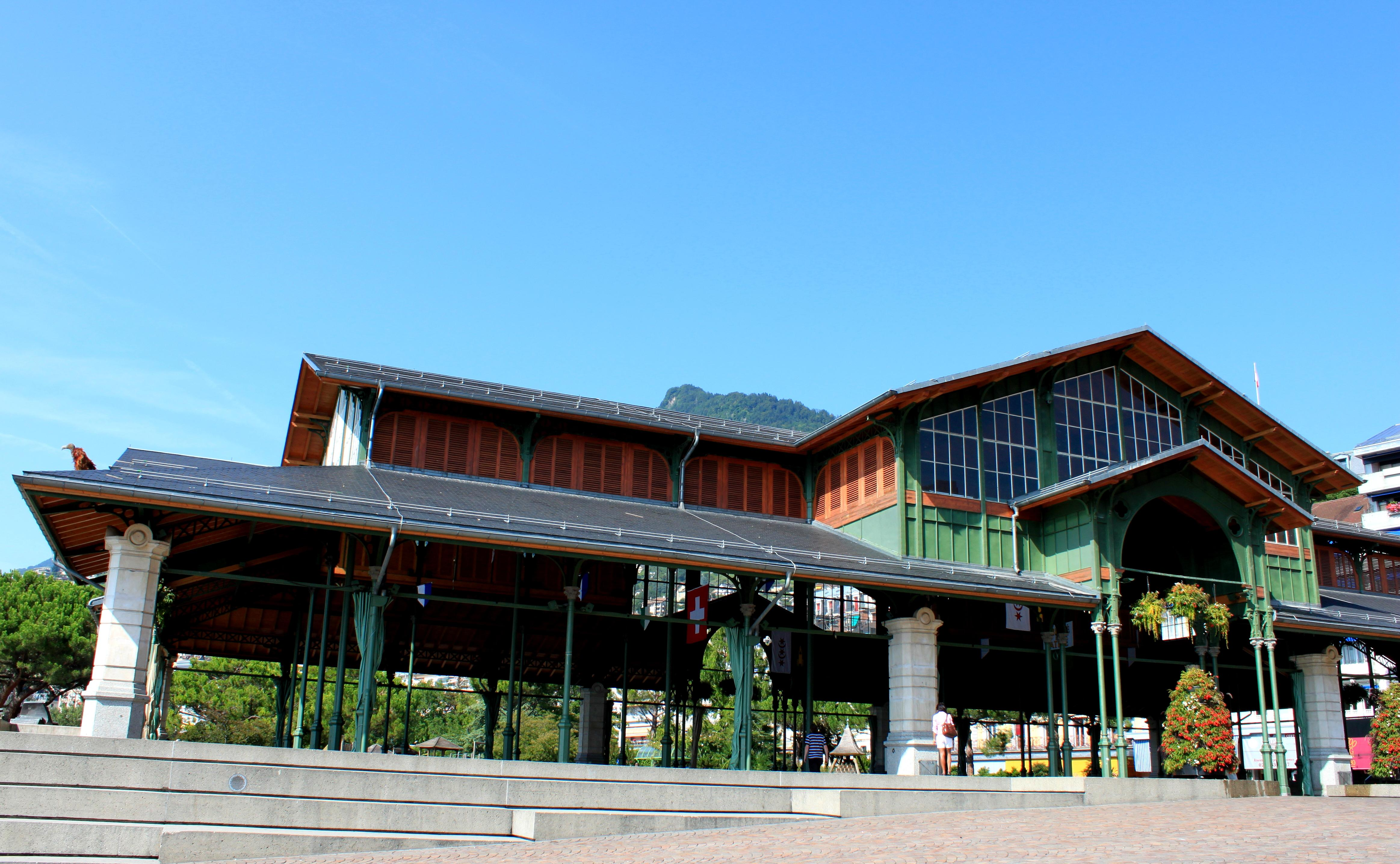
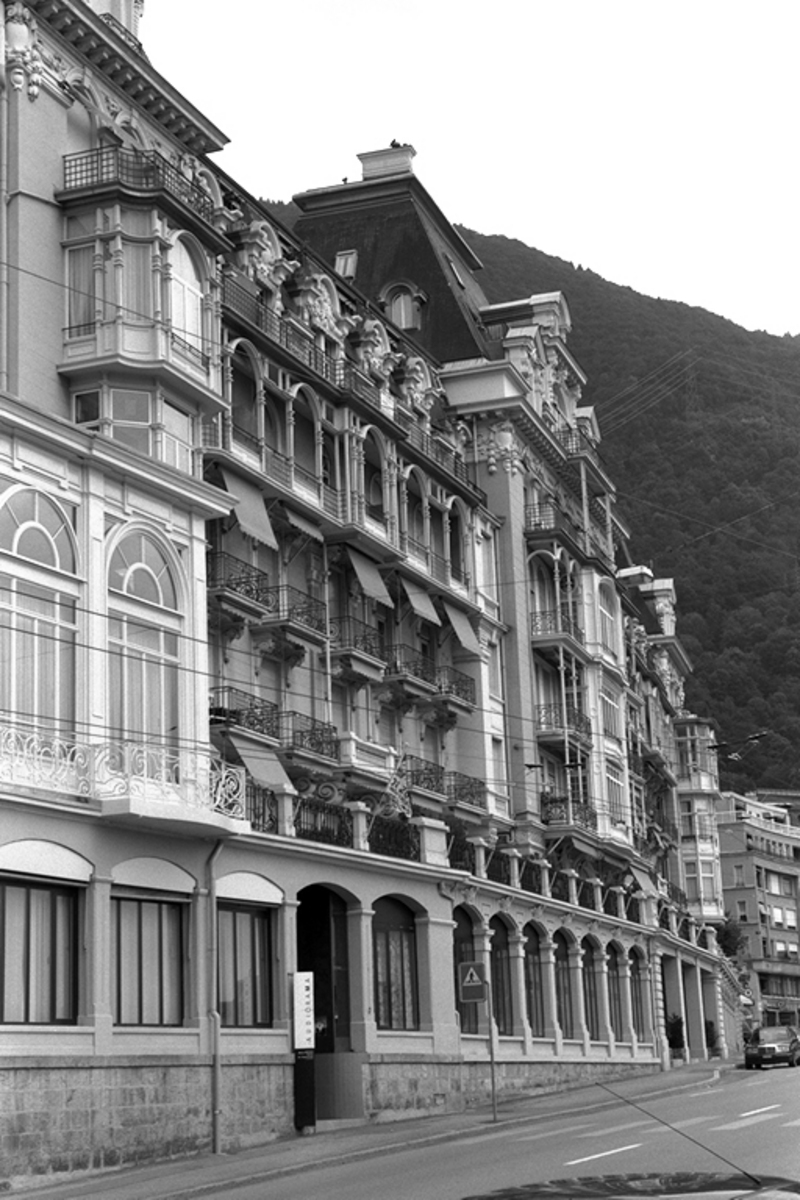

## وصلات خارجية
- الموقع الرسمي